# 勒蓬迪
勒蓬迪（法語：Le Pondy，法語發音：[lə pɔ̃di]）是法国谢尔省的一个市镇，位于该省南部，属于圣阿芒蒙龙区。

## 地理
勒蓬迪（46°48'15"N, 2°38'58"E）面积6.63 平方千米，位于法国中央-卢瓦尔河谷大区谢尔省，该省份为法国中部省份，北起卢瓦雷省，西接卢瓦-谢尔省和安德尔省，南至克勒兹省，东南接阿列省，东临涅夫勒省。
与勒蓬迪接壤的市镇（或旧市镇、城区）包括：阿尔弗耶、谢尔省沙朗通、托米耶、韦尔讷伊。

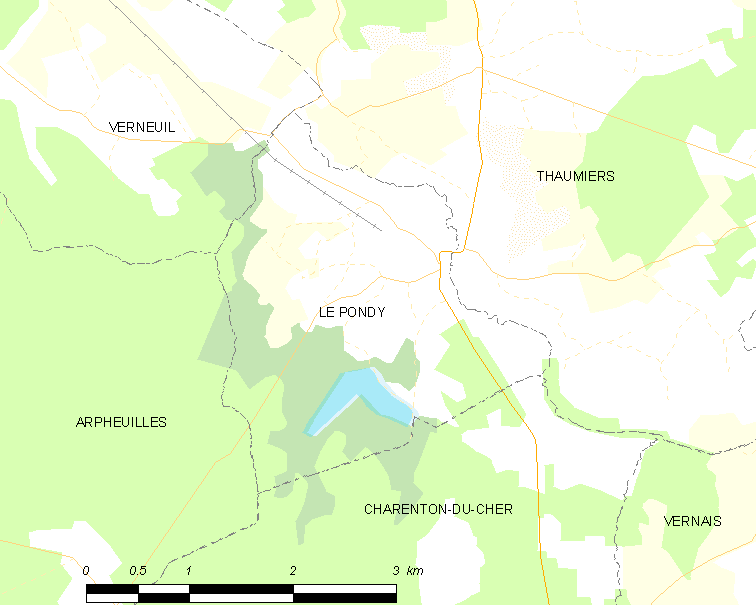
勒蓬迪的OSM定位图

勒蓬迪的时区为UTC+01:00、UTC+02:00（夏令时）。

## 行政
勒蓬迪的邮政编码为18210，INSEE市镇编码为18183。

## 政治
勒蓬迪所属的省级选区为欧龙河畔丹县。

## 人口

1962-2008年间勒蓬迪人口变化图示

勒蓬迪于2022年1月1日时的人口数量为154人。